# Gemma Lienas i Massot
Gemma Lienas i Massot (Barcelona, 16 de gener de 1951) és una escriptora, política i activista catalana.

## Biografia

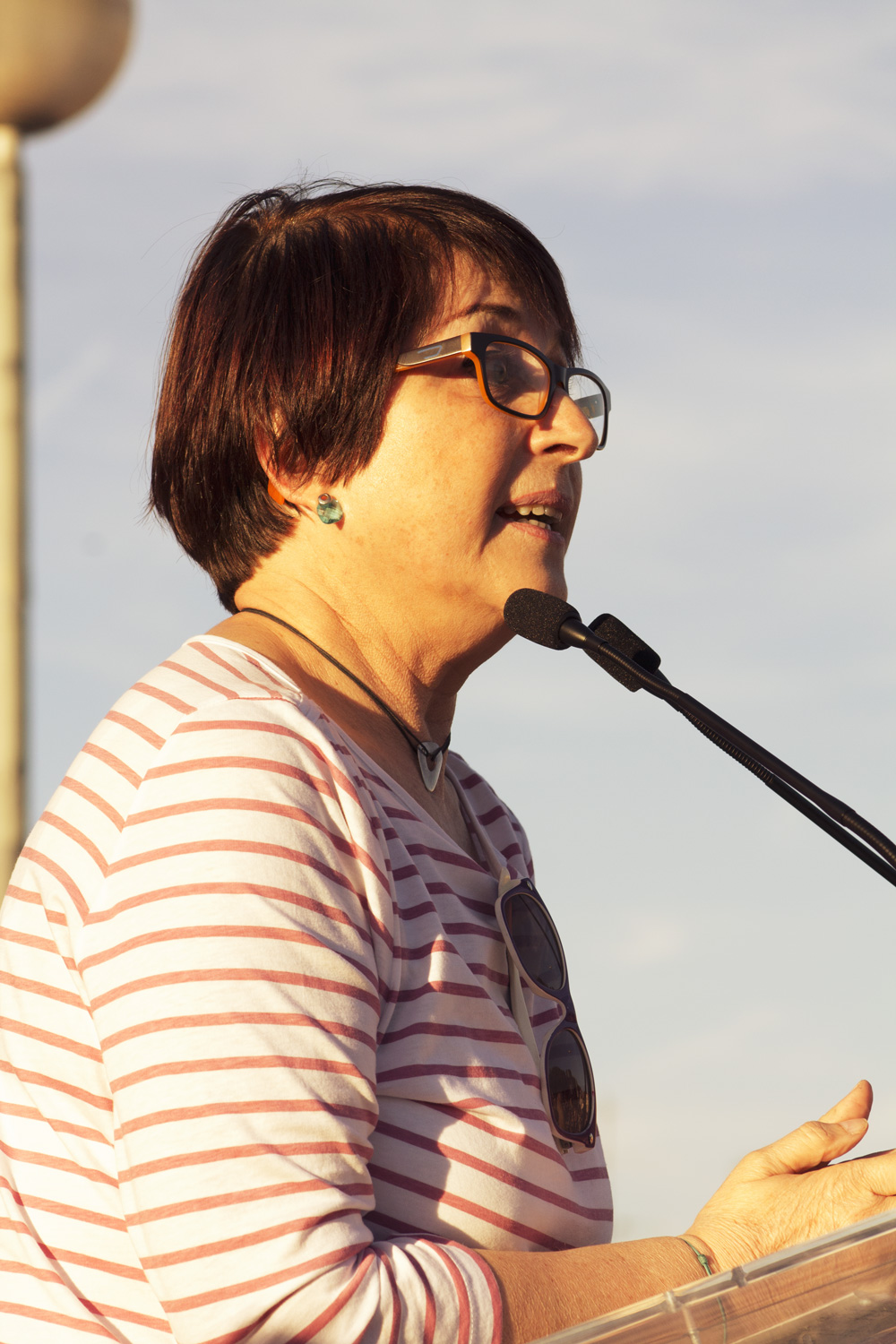
Gemma Lienas, en un acte de Barcelona en Comú el 2015

Era filla d'un petit industrial català i d'una mestressa de casa francesa. Va iniciar la seva etapa escolar de manera breu al Liceu Francès de Barcelona i posteriorment en una de les escoles creada per la burgesia catalana com a resistència antifranquista en la qual l'ús del català, malgrat la prohibició oficial, era quotidià. A principis dels anys 70 es va llicenciar en Filosofia i Lletres per la Universitat Autònoma de Barcelona. En aquesta època va compaginar la seva feina en un centre de psicologia amb la docència en una escola per a nens amb trastorn límit de la personalitat. De 1980 a 1989 va treballar com a responsable d'edicions a Grup Promotor del Grupo Santillana. Posteriorment es va incorporar a l'editorial Cruïlla per tornar més tard a Grup Promotor d'Alfaguara, com a directora d'edicions.
Gemma Lienas va començar a escriure a mitjans dels 80, i des de 1985 ha escrit i publicat un gran nombre d'obres literàries destinades a adults, joves i infants. El 1986 va publicar la seva primera novel·la, Cul de sac, dirigida al públic juvenil. El 1987, guanya tres premis literaris: el Recull de Blanes, amb la narració El gust del cafè; l'Andròmina, amb la novel·la Vol Nocturn; i el Ramon Muntaner, amb la novel·la juvenil Dos cavalls. Del final d'aquest període és la seva novel·la juvenil Així és la vida, Carlota, que el 1990 guanya la menció d'honor de l'International of Books for Youth.
A principis dels 90, una malaltia l'obliga a deixar el seu lloc de responsabilitat, temps que aprofita per instal·lar-se a Nova York. Al seu retorn, es reincorpora al món editorial i viu a cavall entre Barcelona, on dirigeix les edicions de Cruïlla, i Madrid, on dirigeix les col·leccions juvenils d'SM. En aquest període comença a col·laborar amb la Universitat de Barcelona com a directora tècnica i professora del postgrau de tècniques editorials.
El 1998 canvia el món de l'edició pel de l'escriptura a temps complet i s'instal·la a Estrasburg. A principis del 2000 torna a instal·lar-se a Barcelona i s'involucra en la vida de la ciutat, especialment amb grups que treballen a favor de la igualtat de les dones. L'any 2004 va impulsar, al costat de Lourdes Muñoz i Montserrat Boix, la xarxa catalana per a la igualtat Dones en Xarxa, a partir de l'experiència de Mujeres en Red, organització que va presidir de 2006 a 2013. També és conferenciant i ha col·laborat amb columnes d'opinió en diversos mitjans de comunicació, com El País, El Periódico de Catalunya, Catalunya Ràdio o COM Ràdio.
El 2018 obté el premi Sant Joan de narrativa amb la novel·la El fil invisible i el premi Vaixell de Vapor amb Jo, en Watson i l'armari de la Jacqueline.

### Obra
Els seus llibres tenen sempre una visió de gènere. En els seus escrits de no ficció ha aprofundit en temes com sexualitat, violència, prostitució, maternitat, usos del temps, les noves famílies i el feminisme, per exemple: Rebels, ni putes ni submises, Pornografia i vestits de núvia o Drets fràgils. Els seus llibres de ficció es basen habitualment en conflictes psicològics.
Un dels seus personatges més coneguts és la Carlota, protagonista d'alguns dels seus llibres com: El diari lila de la Carlota, El diari vermell de la Carlota o Així és la vida, Carlota. En una de les seves entrevistes, Lienas explica que inicialment era només la protagonista d'una novel·la però temps després, volia escriure un llibre sobre les discriminacions que encara existeixen contra les dones i va optar per fer-ho de la mà de la Carlota. Així va néixer El diari lila de la Carlota (2001), un dels principals èxits de l'autora i el principi d'una saga que ha portat a la protagonista a descobrir la sexualitat i l'afectivitat, la violència de gènere, la bulímia, les drogues, etc. Carlota també és protagonista en la col·lecció juvenil "La tribu de Camelot", on l'autora cuida especialment els rols de nois i noies per evitar els estereotips sexistes i promou nous models de relacions entre joves més igualitàries.
Destaquen, també, novel·les com: El fil invisible, El final del joc, Atrapada al mirall, Una nit, un somni o Bitllet d'anada i tornada, centrades cadascuna en un conflicte psicològic concret. La seva obra ha estat traduïda a diverses llengües (alemany, basc, eslovè, italià, portuguès, gallec, castellà i serbocroat).

### Trajectòria política
S'ha declarat militant del PSC i, en els últims anys, votant d'ICV-EUiA. A les eleccions al Parlament de Catalunya de 2012 va ser el número 84, com a independent, a la llista per la circumscripció de Barcelona d'ICV-EUiA, i a les eleccions municipals de Barcelona de 2015 va formar part de la llista de Barcelona en Comú com a número 36. Més endavant, de cara a les eleccions al Parlament de Catalunya del mateix any, es presentarà de número dos a la llista de la confluència d'esquerres Catalunya Sí que es Pot i va ser elegida diputada. El 27 d'octubre de 2017 va votar en contra de la declaració d'independència ensenyant el seu vot.
El desembre del 2020, s'anuncia que ocuparà el quart lloc de la llista per Barcelona per a les eleccions autonòmiques de Catalunya del 14 de febrer de 2021, dins de la candidatura encapçalada per Salvador Illa, del PSC.
Ha estat emmarcada dins del feminisme radical transexcloent pels mitjans de comunicació per accions en la seva carrera política, com ara quan va fer ressò el desembre del 2020 d'un enfilall a Twitter que equiparava el transactivisme amb el proxenetisme. També s'ha remarcat com en aquelles dates, quan acabava d'ingressar al PSC, el partit va mudar negativament de posicionament respecte de l'autodeterminació de gènere i d'incloure les dones trans a la llei contra la violència masclista. Més tard, l'abril del 2021, va qüestionar per escrit al Parlament de Catalunya que les dones trans haguessin d'anar a mòduls femenins a les presons, per la qual cosa va ser públicament acusada de transfòbia.

## Obres publicades
Novel·la
- Vol nocturn - Ed. 3 i 4, 1988.
- Anoche soñé contigo (castellà) / Una nit, un somni - Ed. El Aleph, 2010 (1a Ed. 2001) / Ed. Labutxaca, 2010.
- El final del joc / El final del juego - Ed. Labutxaca, 2011 (1ª Ed. Planeta, 2003) / Ed. Quinteto, 2011 (1ª Ed. Planeta, 2003).
- Atrapada al mirall / Atrapada en el espejo (castellà) - Ed. Empúries / Ed. El Aleph, 2007.
- El fil invisible / "El hilo invisible" - Ed. 62 / Ed. Destino, 2018.

No ficció
- Vivir sin ellos, los hombres no són imprescindibles (castellà) - Ed. Apóstrofe, 1996.
- Rebels, ni putes ni submises / Rebeldes, ni putas ni sumisas (castellà) - Ed. Empúries, 2005 / Ed. Península, 2005.
- Quiero ser puta. Contra la regulación del comercio sexual (castellà) / Vull ser puta. Contra la regularització de la prostitució - Ed. Península / Ed. Empúries, 2006.
- Pornografia i vestits de núvia / Pornografía y vestidos de novia (castellà) - Ed. Empúries / Ed. Península, 2007.
- Us espero a taula - Ed. Columna, 2009.
- "Drets fràgils" / "Derechos frágiles" - Ed. Edicions 62 / Ed. Octaedro, 2020.

Narrativa breu
- El gust del café - Ed. Pòrtic, 1989.
- Mirada líquida dins Tancat per vacances (col·lectiva, amb Sebastià Alzamora, Lluís Calvo, Miquel de Palol i Muntanyola, Andreu Martín, Isabel Olesti, Eva Piquer, Maria Mercè Roca, Care Santos i Lluís Maria Todó) - Ed. Columna, 2003.
- La síndrome del conill blanc dins Condició de mare - Ed. Ara llibres, 2004.
- Barcelona, 1964 dins El llibre de la Marató de TV3. Vuit relats sobre les malalties mentals greus - Ed. Columna, 2008.
- Un tresor amagat - Ed. Comanegra, 2016.
- Elvis dins El llibre de la Marató de TV3. Tots tenim un costat bo o molt bo - Ed. Ara Llibres, 2016.

Narrativa juvenil
- Cul de sac / Callejón sin salida (castellà) - Ed. Estrella Polar, 2010 (1ª Ed. Empúries, 1986) / Ed. PlanetaLector, 2012 (1ª Ed. Ediciones SM, 1997).
- 2 CV / Dos caballos (castellà) - Estrella Polar, 2010 / Ed. Planeta & Oxford, 2004.
- Bitllet d'anada i tornada / Billete de ida y vuelta (castellà) - Ed. Empúries / Ed. Destino, 2014 (1ª Ed. El Aleph)
- El diari lila de la Carlota / El diario violeta de Carlota (castellà) - Ed. Empúries, 2001 / Ed. El Aleph, 2009.
- El diari vermell de la Carlota / El diario rojo de Carlota (castellà) - Ed. Empúries / Ed. Destino, 2004.
- El diari blau de la carlota / El diario azul de Carlota (castellà) - Ed. Empúries, 2006 / Ed. El Aleph, 2010.
- L'Emi i en Max. Les balenes desorientades / Emi y Max. Las balenas desorientadas (castellà) - Ed. La Galera, 2007.
- L'Emi i en Max. La glacera verinosa / Emi y Max. El glaciar venenoso (castellà) - Ed. La Galera, 2007.
- L'Emi i en Max. El llac assassí / Emi y Max. El lago assassino (castellà) - Ed. La Galera, 2007.
- L'Emi i en Max. Els lemmings bojos / Emi y Max. Los lemmings locos (castellà) - Ed. La Galera, 2008.
- L'Emi i en Max. L'asteroide destructor / Emi y Max. El asteroide destructor (castellà) - Ed. La Galera, 2008.
- La tribu de Camelot. Carlota y el misterio del canario robado (castellà) / La tribu de Camelot. La Carlota i el misteri del canari robat - Ed. Destino / Ed. Estrella Polar, 2008.
- Així és la vida, Carlota / Así es la vida, Carlota (castellà) - Ed. Estrella Polar, 2009 (1ª Ed. Empúries, 1989) / Ed. Destino, 2009 (1ª Ed. SM, 1990).
- Ets galàctica, Carlota! / ¡Eres galáctica, Carlota! (castellà) - Ed. Estrella Polar, 2009 (1ª ed. Editorial Cruïlla, colección Gran Angular, 1994) / Editorial Destino, 2010 (1ª ed. 1998 en Ediciones SM).* Emi y Max. Los elefantes enfurecidos (castellà) / L'Emi i en Max. Els elefants enfurismats - Ed. La Galera, 2009.
- La tribu de Camelot. Carlota y el misterio del botín pirata (castellà) / La tribu de Camelot. La Carlota i el misteri del botí pirata - Ed. Destino / Ed. Estrella Polar, 2009.
- L'Emi i en Max. Guia de supervivència / Emi y Max. Guía de supervivencia (castellà) - Ed. La Galera, 2009.
- La tribu de Camelot. La Carlota i el misteri del passadís secret / La tribu de Camelot. Carlota y el misterio del pasadizo secreto (castellà) - Ed. Estrella Polar / Ed. Destino, 2009.
- Emi y Max. Los pozos contaminados (castellà) / L'Emi i en Max. Els pous contaminats - Ed. La Galera, 2009.
- La tribu de Camelot. La Carlota i el misteri del túnel del terror / La tribu de Camelot. Carlota y el misterio del túnel del terror (castellà) - Ed. Estrella Polar / Ed. Destino, 2010.
- El diari groc de la Carlota / El diario amarillo de Carlota (castellà) - Ed. Empúries / Ed. Destino, 2010.
- Emi y Max. La amenaza del virus mutante (castellà) / L'Emi i en Max. L'amenaça del virus mutant - Ed. La Galera, 2010.
- La tribu de Camelot. La Carlota i el misteri de la catedral gòtica / La tribu de Camelot. Carlota y el misterio de la catedral gótica (castellà) - Ed. Estrella Polar / Ed. Destino, 2010.
- El gran llibre de la Carlota- Ed. Empúries, 2010.
- La tribu de Camelot. Carlota y el misterio de la casa encantada (castellà) / La tribu de Camelot. La Carlota i el misteri de la casa encantada - Ed. Destino / Ed. Estrella Polar, 2010.
- La tribu de Camelot. Carlota y el misterio de la varita mágica (castellà) / La tribu de Camelot. La Carlota i el misteri de la vareta màgica - Ed. Destino / Ed. Estrella Polar, 2010.
- La tribu de Camelot. Carlota y el misterio de los gatos hipnotizados (castellà) / La tribu de Camelot. La Carlota i el misteri dels gats hipnotitzats - Ed. Destino / Ed. Estrella Polar, 2011.
- La tribu de Camelot. Carlota y el misterio de la extraña vampira (castellà) / La tribu de Camelot. La Carlota i el misteri de l'estranya vampira - Ed. Destino / Ed. Estrella Polar, 2011.
- La tribu de Camelot. Carlota y el misterio de las ranas encantadas (castellà) / La tribu de Camelot. La Carlota i el misteri de les granotes encantades - Ed. Destino / Ed. Estrella Polar, 2011.
- El diari taronja de la Carlota / El diario naranja de Carlota (castellà) - Ed. Empúries / Ed. Destino, 2011.
- La tribu de Camelot. La Carlota i el misteri dels missatges anònims / La tribu de Camelot. La Carlota y el misterio de los mensajes anónimos - Ed. Estrella Polar / Ed. Destino, 2011.
- La tribu de Camelot. La Carlota i el misteri de les turqueses empolsegades / La tribu de Camelot. Carlota y el misterio de las turquesas polvorientas (castellà) - Ed. Estrella Polar / Ed. Destino, 2012.
- La tribu de Camelot. Els ocells embogits / La tribu de Camelot. Los pájaros enloquecidos (castellà) - Ed. Estrella Polar / Ed. Destino, 2012.
- La tribu de Camelot. La nit de Halloween / La tribu de Camelot. La noche de Halloween (castellà) - Ed. Estrella Polar / Ed. Destino, 2012.
- El Club dels Maleïts. Maleïda germana / El Club de los Malditos. Maldita hermana (castellà) - Ed. Estrella Polar / Ed. Destino, 2012.
- La tribu de Camelot. El fantasma del Liceu / La tribu de Camelot. El fantasma de la ópera (castellà) - Ed. Estrella Polar / Ed. Destino, 2012.
- La tribu de Camelot. El drac de Sant Jordi - Ed. Estrella Polar, 2013. (especial només en català)
- La tribu de Camelot. L'esquelet emparedat / La tribu de Camelot. El esqueleto emparedado (castellà) - Ed. Estrella Polar / Ed. Destino, 2013.
- La tribu de Camelot. La duquessa de Pals / La tribu de Camelot. La duquesa de Olivares (castellà) - Ed. Estrella Polar / Ed. Destino, 2013.
- El Club dels Maleïts. Maleïts brètols / El Club de los Malditos. Malditos matones (castellà) - Ed. Estrella Polar / Ed. Destino, 2013.
- El Club dels Maleïts. Maleïdes noies / El Club de los Malditos. Malditas chicas (castellà) - Ed. Estrella Polar / Ed. Destino, 2014.
- El rastre brillant del cargol / El rastro brillante del caracol (castellà) - Ed. Fanbooks / Ed. Destino, 2014.
- La venjança dels panteres negres (Premi Fundació Bancaixa 2015) / La venganza de los panteras negras (castellà) - Ed. Bromera / Ed. Algar, 2016.
- Mai de la vida et deixaria tirada / Ni en mil años te dejaría tirada (castellà) - Ed. Edebé, 2021

Narrativa infantil
- La meva família i l'àngel / Mi familia y el ángel (castellà) - Ed. Cruïlla / Ed. SM, 1992.
- Busco una mare! / ¡Busco una mamá! (castellà) - Ed. La Galera, 2005.
- Un tió amb vista - Ed. La Galera, 2007.
- La Fada Menta. La meitat d'en Jan / El Hada Menta. La mitad de Juan (castellà) - Ed. La Galera, 2008.
- La Fada Menta. Es necessiten petons / El Hada Menta. Se necesitan besos (castellà) - Ed. La Galera, 2008.
- La Fada Menta. Sóc un monstre / El Hada Menta. Soy un monstruo (castellà) - Ed. La Galera, 2008.
- La Fada Menta. Mala sort o bona sort? / El Hada Menta. ¿Mala suerte o buena suerte? (castellà) - La Galera, 2008.
- La Fada Menta. Un mirall al cor / El Hada Menta. Un espejo en el corazón (castellà) - La Galera, 2008.
- La lluna en un cove / Querer la luna (castellà) - Ed. Empúries, 2009 / Ed. SM, 1989.
- La Fada Menta. Ja estic! / El Hada Menta. ¡Ya estoy! (castellà) - La Galera, 2009.
- La Fada Menta. Música a la panxa / El Hada Menta. Música en la barriga (castellà) - La Galera, 2009.
- El blog de la Malika - Estrella Polar, 2013.
- Minty, la fada. Jo guanyo. Barcelona: Estrella Polar, 2013.
- Minty, la fada. Diguin el que diguin. Barcelona: Estrella Polar, 2013.
- Minty, la fada. T'ho prometo. Barcelona: Estrella Polar, 2014.
- Minty, la fada. Un vestit per a la Noa. Barcelona: Estrella Polar, 2014
- El nen de xocolata. Barcelona: Baula, 2015.
- Qui m'ha robat les plomes? / ¿Quién ha robado mis plumas? / Qui m'ha furtat les plomes? - Ànima Llibres / Algar / Bromera, 2016.
- El llibre de les emocions per a nenes i nens / El libro de las emociones para niñas y niños - Navona / Ediciones B, 2017.
- "Jo, en Watson i l'armari de la Jacqueline" (premi Vaixell de Vapor) / "Yo, Watson y el armario de Jacqueline" - Cruïlla / SM, 2019.
- "Petits contes amb grans valors" / "Pequeños cuentos con grandes valores" - B de Blok, 2020.
- "La rebel·lió de les noies" / "La rebelión de las chicas" - Estrella Polar / Destino, 2021.

## Premis i reconeixements
- Premi Recull de Blanes de narracions curtes (1987) per El gust del cafè
- Premi Ramon Muntaner de Girona de novel·la juvenil (1987) per Dos cavalls.
- Premi Andròmina de narrativa (1987), per Vol nocturn.
- White Ravens atorgat per la International Youth Library de Munich (1988), per Dos caballs.
- Menció d'honor de l'IBBY i finalista del Premi Nacional de literatura infantil i juvenil de les Lletres Espanyoles (1990), per Així és la vida, Carlota.
- Premi L'Odissea d'editorial Empúries (1998), per Bitllet d'anada i tornada.
- Premi Ramon Llull (2003), per El final de joc.
- Menció d'honor de la UNESCO (2003), per El diari lila de la Carlota.
- White Ravens atorgat per la International Youth Library de Munich (2006), per Busco una mare.
- I Premi Participando creamos espacios de Igualdad en la categoria d'Art i Cultura (2008), atorgat pel Consejo de las Mujeres del Municipio de Madrid pel conjunt de tota l'obra.
- Medalla al treball President Macià (2010), pel seu paper en la literatura catalana de finals del segle xx i inicis del XXI i per la seva lluita feminista.
- Premi Fundació Bancaixa de Narrativa Juvenil 2015, per La venjança dels panteres negres.
- Premi Sant Joan de narrativa (2018), per El fil invisible.[11]
- Premi de Literatura Infantil El Vaixell de Vapor (2018), per Jo, en Watson i l'armari de la Jacqueline[12]